# Alfa Romeo P1
Alfa Romeo Tipo P1 — перегоновий автомобіль, виготовлений у 1923 році і спроектований італійським конструктором Джузеппе Мерозі на основі прототипу ALFA Grand Prix (ALFA 40/60 GP). Автомобіль став першим спортивним автомобілем від компанії Alfa Romeo, що призначався для участі у перегонах на Гранд-прі.
Автомобіль оснащувався 2.0-літровим 6-ти циліндровим рядним двигуном потужністю 95 к.с. (75 кВт) при 5000 об/хв. Два автомобілі брали участь на Гран-прі Італії у Монці у 1923 році.
Моделі було створено спеціально для пілотів Антоніо Аскарі та Уго Сівоччі. Під час свого тестового заїзду на Гран-прі у вересні 1923 року Сівоччі потрапив в аварію й загинув. В результаті цієї трагедії, команда Alfa Romeo знялась із змагань і подальший розвиток цієї моделі автомобіля було припинено.
У 1924 році один з автомобілів P1 було оснащено роторним нагнітачем типу «Рутс» (англ. Roots-type supercharger), що дало суттєве збільшення потужності, яка тепер становила 115 к.с. при 5000 об/хв і він фігурував під назвою «P1 Compressore».
Після загибелі Сівоччі у 1923 році, у компанію було запрошено молодого автомобільного конструктора Вітторіо Яно для створення нового спортивного автомобіля, тоді й з'явився перегоновий автомобіль Alfa Romeo P2.